# Хлорид вольфрама(VI)
Хлорид вольфрама(VI) — неорганическое соединение, соль металла вольфрама и соляной кислоты с формулой WCl6, тёмно-фиолетовые кристаллы, реагирует с водой.

## Получение
- Реакция вольфрама и хлора:

{\displaystyle {\mathsf {W+3Cl_{2}\ {\xrightarrow {500-800^{o}C}}\ WCl_{6}}}}
- Действие тетрахлорметана на оксид вольфрама(VI):

{\displaystyle {\mathsf {WO_{3}+3CCl_{4}\ {\xrightarrow {450^{o}C,p}}\ WCl_{6}+3CCl_{2}O}}}

## Физические свойства
Хлорид вольфрама(VI) образует тёмно-фиолетовые кристаллы.
При температуре до 180°С устойчива α-модификация, тригональная сингония, параметры ячейки a = 0,658 нм, α = 55°.
Растворяется в спиртах, эфире, бензоле, сероуглероде, тетрахлорметане.

## Химические свойства
- Разлагается при нагревании:

{\displaystyle {\mathsf {2WCl_{6}\ {\xrightarrow {350^{o}C}}\ 2WCl_{5}+Cl_{2}}}}
- Реагирует с влагой из воздуха:

{\displaystyle {\mathsf {2WCl_{6}+3H_{2}O\ {\xrightarrow {}}\ WOCl_{4}+WO_{2}Cl_{2}+6HCl}}}
- Реагирует с водой:

{\displaystyle {\mathsf {WCl_{6}+3H_{2}O\ {\xrightarrow {}}\ WO_{3}\downarrow +6HCl}}}
- Реагирует с разбавленными щелочами:

{\displaystyle {\mathsf {WCl_{6}+8NaOH\ {\xrightarrow {}}\ Na_{2}WO_{4}+6NaCl+4H_{2}O}}}
- Восстанавливается водородом до хлорида вольфрама(V):

{\displaystyle {\mathsf {2WCl_{6}+H_{2}\ {\xrightarrow {150-200^{o}C}}\ 2WCl_{5}+2HCl}}}
- Восстанавливается алюминием до хлорида вольфрама(IV):

{\displaystyle {\mathsf {3WCl_{6}+2Al\ {\xrightarrow {450^{o}C}}\ 3WCl_{4}+2AlCl_{3}}}}
- Восстанавливается висмутом до хлорида вольфрама(II):

{\displaystyle {\mathsf {3WCl_{6}+4Bi\ {\xrightarrow {335^{o}C}}\ 3WCl_{2}+4BiCl_{3}}}}
- При восстановлении алюминием в эфирном растворе под давлением монооксида углерода образуется гексакарбонил вольфрама:

{\displaystyle {\mathsf {WCl_{6}+6CO+2Al\ {\xrightarrow {200^{o}C,p}}\ W(CO)_{6}\downarrow +2AlCl_{3}}}}
- Реагирует с фтороводородом с образованием фторида вольфрама(VI):

{\displaystyle {\mathsf {WCl_{6}+6HF\ {\xrightarrow {t}}\ WF_{6}+6HCl}}}
- Служит сырьём для синтеза органических соединений вольфрама. К примеру, реагирует с диметилртутью с образованием метилпентахлорвольфрама:

{\displaystyle {\mathsf {WCl_{6}+Hg(CH_{3})_{2}\ {\xrightarrow {CH_{2}Cl_{2};-45^{o}C}}\ WCl_{5}(CH_{3})+Hg(CH_{3})Cl}}}
А с триметилалюминием даёт гексаметилвольфрам:
{\displaystyle {\mathsf {WCl_{6}+2Al(CH_{3})_{3}\ {\xrightarrow {}}\ W(CH_{3})_{6}+2AlCl_{3}}}}
- Реагирует с оксидом вольфрама(VI) с образованием диоксохлорида вольфрама(VI):

{\displaystyle {\mathsf {WCl_{6}+2WO_{3}\ {\xrightarrow {400^{o}C}}\ 3WO_{2}Cl_{2}}}}

## Применение
- Нанесение покрытия вольфрама на неметаллические поверхности.